# Liste des ports au Cameroun
Pour un article plus général, voir Ports au Cameroun.

## Ports de construction navale et de commerce
- Chantier Naval de Douala
- Port autonome de Douala
- Port fluvial de Garoua
- Port en eaux profondes de Kribi
- Port en eau profonde de Limbé
- Port maritime de Limbé
- Port négrier de Bimbia

## Zemefack Mathias
- Man O War (Limbé)

## Ports de plaisance et de pêche
- Débarcadères de Kribi
- Londji
- Port de Youpwè

### Situation
Sur la côte camerounaise on peut trouver 300 villages et campements de pêche artisanale.
Les débarcadères se trouvent tout au long de la côte dans ces campements,.
L'enclavement des campements et villages de pêche et le manque d'équipements rendent difficile l'obtention de statistiques sur les quantités de poissons débarquées par site. Les grands sites de débarquement se trouvent en général à proximité et d'agglomérations de consommation,.

### Les ports de débarquement de poissons
Douala est le plus grand port de pêche du Cameroun, Tiko et Kribi offrent aussi des quais de débarquement pour les bateaux de pêche.
On peut citer pour 2007: 
1. Le Centre Communautaire de Pêche Artisanale de Kribi avec 313 tonnes[FAO 1],[4],[1], appelé Débarcadères de Kribi
2. Londji, avec 340 tonnes de poissons débarqués au cours de l'année 2006, et dans le Littoral[FAO 1],
3. Le débarcadère de Youpwé avec environ 315 tonnes de poisson pour la même année[FAO 1], Port de Youpwè.

## Galerie

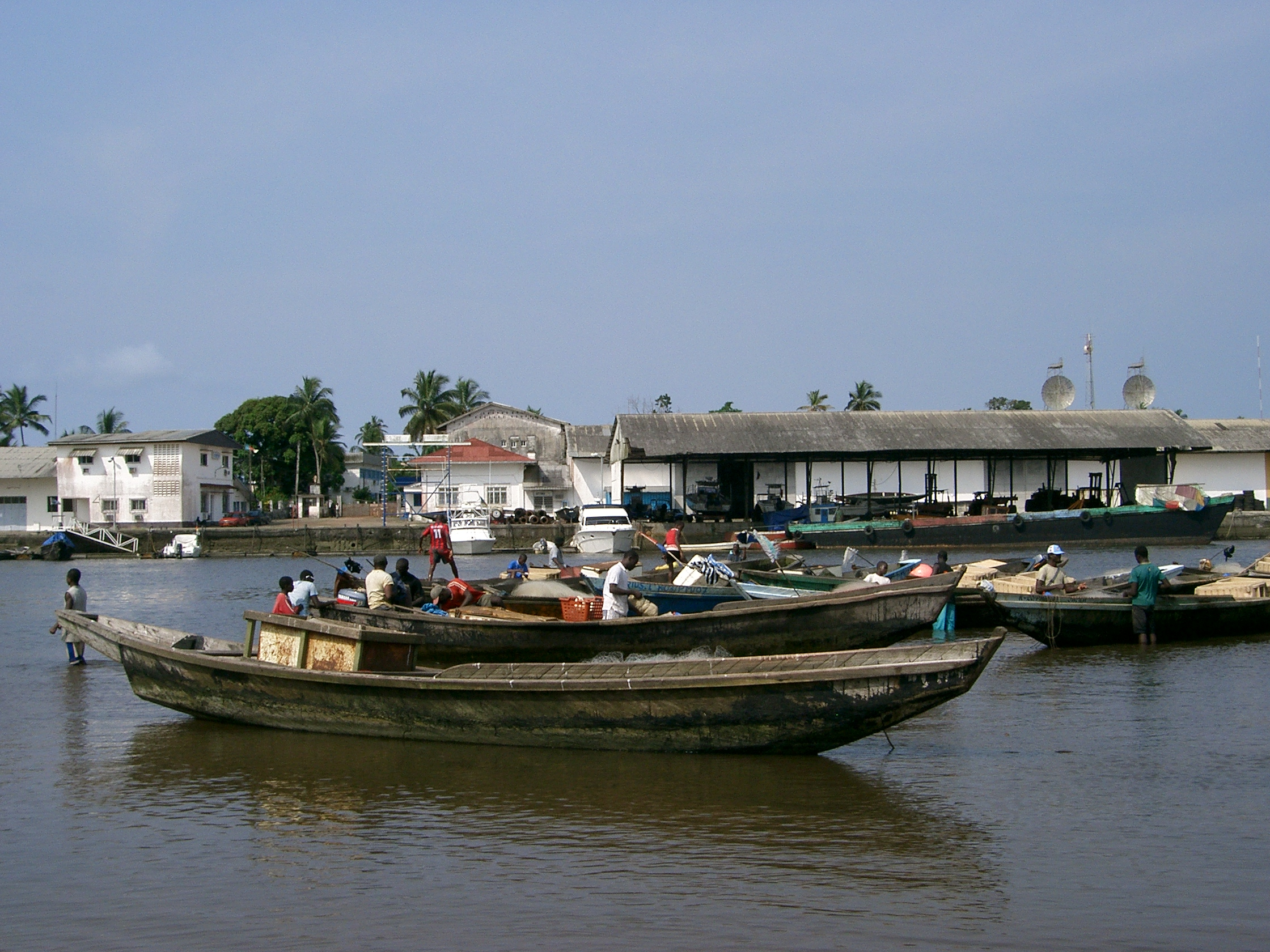
Kribi (Cameroun) le port de pêche
Le port de Kribi avec des pirogues
Stockage du bois dans le port - Kribi, Cameroun
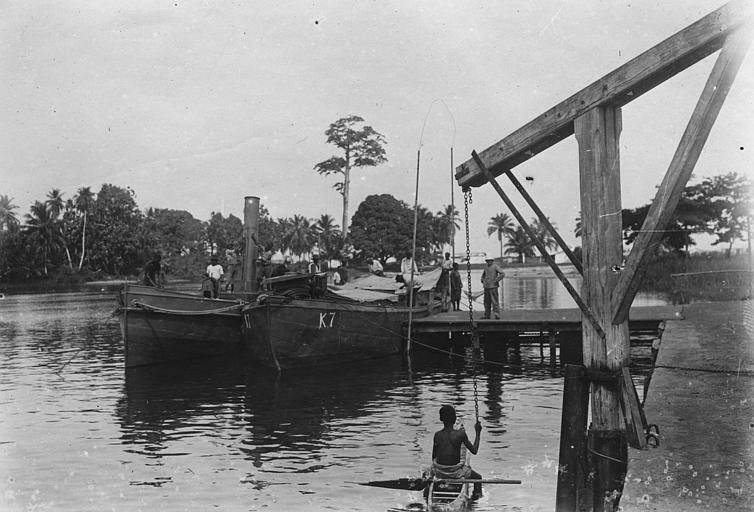
Le port de Kribi en 1917